# Philippe Malaurie
Philippe Malaurie (Maguncia, 7 de marzo de 1925-1 de abril de 2020) fue un profesor de derecho privado francés. 

## Vida
Philippe Malaurie nació el 7 de marzo de 1925 en Mainz, Alemania. Se doctoró en derecho en la Facultad de Derecho de París en 1951. Su tesis fue sobre L'order public et le contrat; étude de droit comparé. Aprobó su licenciatura en Derecho en 1951. Enseñó en el Institut des Hautes Études en Túnez de 1951 a 1955, en la Facultad de Derecho de Poitiers de 1955 a 1966, y en la Facultad de Derecho de París de 1966 a 1966. 1970, luego enseñó en la Universidad de París II. Fue decano de la Facultad de Derecho de Nanterre de 1968 a 1969. Fue vicepresidente del Comité francés de derecho internacional privado en 1976. En 2003 se convirtió en profesor de Derecho, Economía y Ciencias Sociales en la Universidad de París II. En 2017, Malaurie fue profesor emérito de derecho privado en la Universidad Panthéon-Assas.
Falleció a los noventa y cinco años el 1 de abril de 2020.

## Publicaciones
- Philippe Malaurie (1996), La revente, LexisNexis.
- Philippe Malaurie; Antoine Garapon; Paul Ricœur; Patrick Valdrini (1998), Le crime contre l'humanité : mesure de la responsabilité, Parole et silence.
- Philippe Malaurie (1998), Droit et littérature (Anthology), Cujas.
- Philippe Malaurie (2000), Anthologie de la pensée juridique (Second edition in 2001 edición), Cujas.
- Richard Crône; Marie-Cécile Forgeard; Bertrand Gelot (2007), Le nouveau droit des successions et des libéralités - Loi du 23 juin 2006, commentaires et formules, preface by Philippe Malaurie, Defrénois.
- Philippe Malaurie; Yves Fulchiron (2009), L'évolution du droit français de la famille, Defrénois.
- Philippe Malaurie; Laurent Aynès (2010), Les successions. Les libéralités (4 edición), Defrénois.
- Philippe Malaurie; Laurent Aynès (2010), Les régimes matrimoniaux (3 edición), Defrénois.
- Philippe Malaurie (2010), Les personnes. La protection des mineurs et des majeurs (5 edición), Defrénois.
- Philippe Malaurie; Laurent Aynès (2010), Les biens (4 edición), Defrénois.
- Philippe Malaurie; Hugues Fulchiron (2011), La famille (4 edición), Defrénois.
- Philippe Malaurie; Laurent Aynès; Pierre-Yves Gautier (2011), Les contrats spéciaux (5 edición), Defrénois.
- Philippe Malaurie; Laurent Aynès; Pierre Crocq (2011), Les sûretés, la publicité foncière (5 edición), Defrénois.
- Philippe Malaurie; Laurent Aynès; Philippe Stoffel-Munck (2011), Les obligations (5 edición), Defrénois.
- Philippe Malaurie; Philippe Delestre (2011), Droit civil illustré, Defrénois.
- Catherine Puigelier (2011), La reconnaissance, postscript by Philippe Malaurie, Bruylant.
- Philippe Malaurie; Laurent Aynès; Philippe Stoffel-Munck (2013), Les obligations (6 edición), Defrénois.
- Philippe Malaurie (2013), Dictionnaire d'un droit humaniste, LGDJ.